# Parroquia de Saint Mary (Jamaica)
La Parroquia de Saint Mary (en inglés: Saint Mary Parish) es una de las catorce parroquias que forman la organización territorial de Jamaica, localizada dentro del condado de Middlesex.

## Demografía
La superficie de esta división administrativa abarca una extensión de territorio de unos seiscientos once kilómetros cuadrados. La población de esta parroquia se encuentra compuesta por un total de ciento trece mil personas (según las cifras que arrojaron el censo llevado a cabo en el año 2001). Mientras que su densidad poblacional es de unos ciento ochenta y cinco habitantes por cada kilómetro cuadrado aproximadamente.